# Distretto di Charaideo
Il distretto di Charaideo è un distretto dello stato dell'Assam, in India. Il suo capoluogo è Sonari.
Il distretto è stato costituito nel 2015 scorporando parte del distretto di Sibsagar.